# کارل دوازدهم
کارل دوازدهم (به سوئدی: Karl XII) (۱۷ ژوئن ۱۶۸۲ – ۳۰ دسامبر ۱۷۱۸) پادشاه سوئد از سال ۱۶۹۷ تا ۱۷۱۸ میلادی بود. کارل تنها پسر در قید حیات کارل یازدهم و اولریکا الیونورا بود. او پس از هفت ماه نیابت موقت مادرش، در سن ۱۵ سالگی به تخت سلطنت نشست.
سه کشور دانمارک-نروژ، مشترک‌المنافع لهستان-لیتوانی و روسیه تزاری یک اتحاد سه‌گانه را علیه سوئد در سال ۱۷۰۰ ترتیب دادند تا فرصت به تخت نشستن یک پادشاه جوان و بی‌تجربه را غنیمت شمرند. بدین ترتیب جنگ بزرگ شمالی آغاز شد که ۲۱ سال از ۱۷۰۰ تا ۱۷۲۱ میلادی به درازا کشید. کارل رهبری ارتش سوئد را علیه دشمنان متحد به عهده گرفت و علیرغم برتری قابل توجه متحدان در شمار سربازان، پیروزی‌های خیره‌کننده‌ای را یکی پس از دیگری کسب کرد. پیروزی قاطع سوئدی‌ها بر سپاه چهار برابر بزرگ‌تر روس‌ها در نبرد ناروا (۱۷۰۰) تزار پتر یکم را به درخواست صلح واداشت؛ درخواستی که کارل نپذیرفت. تا سال ۱۷۰۶، کارل تمام دشمنان سوئد را به تسلیم وادار کرده بود. در آن سال، نیروهای سوئدی به فرماندهی ژنرال کارل گوستاو رنسکیولد در نبرد فراوستادت سپاه متحد لهستان-روسیه را متلاشی کردند. تا آن وقت، روسیه تنها قدرت متخاصم بود که مقاومت می‌کرد.
کارل برای فتح مسکو و تسلیم کردن روسیه به این کشور لشکرکشی کشید. لشکرکشی سوئد در آغاز با موفقیت‌های پی‌درپی همراه بود؛ اما در ادامه به فاجعه‌ای در نبرد پولتاوا (۱۷۰۹) ختم شد که روس‌ها سپاه خسته سوئد را از به سختی شکست دادند. این شکست سوئد به تسلیم در پریوالوچنا ختم شد. کارل سال‌های بعد را در تبعید در امپراتوری عثمانی گذراند و سپس برای رهبری حمله به دانمارک-نروژ بازگشت و تلاش کرد تا بار دیگر پادشاه آن کشور را از جنگ بیرون کرده و تمام قوای خود را جهت مقابله با روسیه متمرکز کند. دو لشکرکشی او با سرخوردگی و شکست نهایی روبه‌رو شد و با مرگ او در محاصره فردریکستن در سال ۱۷۱۸ به پایان رسید. در آن زمان، بیشتر قلمروهای خارجی امپراتوری سوئد تحت اشغال نظامی خارجی بود، متحدان این کشور را وادار به انعقاد پیمان نیشتاد کردند. به دنبال این پیمان، دوره سوئد به عنوان یک قدرت بزرگ پایان گرفت و امپراتوری روسیه در این قامت ظهور کرد.
کارل دوازدهم یک رهبر نظامی و تاکتیک‌دان فوق‌العاده ماهر و همچنین یک سیاستمدار توانمند بود که به خاطر معرفی اصلاحات مهم مالیاتی و حقوقی مورد تقدیر قرار گرفت. با توجه به اینکه جنگ شمالی بیش از نیمی از عمر و تقریباً تمام دوران سلطنت کارل را در بر گرفت، او هرگز ازدواج نکرد و فرزندی هم نداشت. در نتیجه خواهرش اولریکا الیونورا جانشین او گشت که به نوبه خود مجبور شد تمام اختیارات اساسی را به پارلمان سوئد واگذار کند. او تصمیم گرفت تاج و تخت را به همسرش فریدریش واگذار کند که به عنوان فردریک یکم، پادشاه سوئد حکومت کرد.